# Barcie (województwo warmińsko-mazurskie)
Barcie (niem. Thewelkehmen, 1938–1945 Tulkeim) – kolonia w Polsce położona w województwie warmińsko-mazurskim, w powiecie gołdapskim, w gminie Dubeninki nad północnym krańcem jeziora Przerośl przy drodze wojewódzkiej nr 651.
W latach 1975–1998 miejscowość administracyjnie należała do województwa suwalskiego.